# Juliomys ximenezi
Juliomys ximenezi és una espècie de mamífer rosegador de la família dels cricètids. És endèmic del Brasil. Té una llargada total de 181-205 mm, la cua de 101-113 mm, els peus de 19,5-22 mm i les orelles de 15-16 mm. Fou anomenat en honor del mastòleg uruguaià Juan Alfredo Ximénez Trianón. Com que fou descoberta fa poc, l'estat de conservació d'aquesta espècie encara no ha estat avaluat formalment.